# Christina Riegel
Christina Riegel, avstrijska alpska smučarka, * 2. april 1971, Železno, Avstrija.
Ni nastopila na olimpijskih igrah ali svetovnih prvenstvih. V svetovnem pokalu je tekmovala tri sezone med letoma 1993 in 1995 ter dosegla eno uvrstitev na stopničke 28. marca 1993 na slalomu v Åreju. V skupnem seštevku svetovnega pokala je bila najvišje na 72. mestu leta 1993, ko je bila tudi 25. v slalomskem seštevku.